# Samán de Güere
Pour les articles homonymes, voir Saman.
Samán de Güere est l'une des cinq paroisses civiles de la municipalité de Santiago Mariño, dans l'État d'Aragua au Venezuela. Sa capitale est 19 de Abril. Sa population s'élève à 81 812 habitants.

## Géographie

### Démographie
Hormis sa capitale 19 de Abril, la paroisse civile ne possède aucune autre localité notable. Toutefois, la capitale est divisée en plusieurs quartiers, dont Samán Tarazonero II, Roraima et El Portal del Valle.

## Sources
- (es) Cet article est partiellement ou en totalité issu de l’article de Wikipédia en espagnol intitulé « Municipio Santiago Mariño » (voir la liste des auteurs).